# Nada Klaić
Nada Klaić, née le 21 juillet 1920 à Zagreb et mort le 2 août 1988 dans la même ville, est une historienne croate et une spécialiste de l'histoire de la Bosnie. Une grande partie de son travail était consacrée à la critique des sources médiévales. 

## Biographie
Née à Zagreb, elle est considérée comme l'une des plus éminentes historiennes croates du XXe siècle siècle. Diplômée en histoire de la Faculté de philosophie de Zagreb, elle y enseigna pendant 45 ans.
En 1947, Klaić obtint son doctorat avec une thèse sur l'organisation politique et sociale de la Slavonie sous la dynastie des Arpadović, ouvrant ainsi la voie à plusieurs décennies de recherches approfondies sur l'histoire médiévale croate. Tout au long de sa carrière, elle produisit des centaines de travaux scientifiques sur divers aspects de cette période, et ses synthèses demeurent des références majeures.
Son approche se distinguait par une réévaluation rigoureuse de l'authenticité des sources historiques douteuses et par la publication de documents, en s'appuyant sur les contributions d'historiens antérieurs,. 
Ce travail se caractérise également par une approche multidisciplinaire, intégrant les apports de l'archéologie, de la linguistique et de l'histoire de l'art, enrichissant ainsi la compréhension historique.
Grâce à sa méthode novatrice, elle a contribué à débarrasser l'historiographie croate de l'influence du nationalisme romantique du XIXe siècle siècle, apportant une perspective plus moderne à l'étude du Moyen Âge.
Ses recherches portaient sur des périodes allant de l'arrivée des Slaves au VIIe siècle siècle jusqu'au XIXe siècle siècle, explorant aussi bien l'histoire sociale, les révoltes, les conflits sociaux que l'histoire urbaine. Elle a également publié de nombreuses traductions de sources latines destinées aux étudiants.
L'intérêt de Klaić pour l'histoire médiévale de la Bosnie s'est exprimé à travers ses études sur l'indépendance politique des dirigeants bosniens. Son ouvrage Srednjovjekovna Bosna (1989) a profondément marqué l'historiographie bosnienne, notamment en ce qui concerne l'histoire de la Bosnie au début du Moyen Âge.
Nada Klaić est décédée à Zagreb, sa ville natale.

## Publications
- (sh) Marginalia uz problem doseljenja Hrvata, 1996
- (sh) Historia Salonitana Maior Tome Arhiđakona, 1967
- (sh) Povijest Hrvata u ranom srednjem vijeku, 1975
- (sh) Iz problematike srednjovekovne Bosne, 1978
- (sh) Zagreb u srednjem vijeku, 1975
- (sh) Crtice o Vukovaru u srednjem vijeku, 1983
- (sh) Medvedgrad i njegovi gospodari, 1987
- (sh) Koprivnica u srednjem vijeku, 1987
- (sh) Srednjovjekovna Bosna, 1989
- (sh) Srednjovjekovna Bosna. Politički položaj bosanskih vladara do Tvrtkove krunidbe, 1989
- (sh) Povijest Hrvata u srednjem vijeku, 1990